# قائمة كتب الحديث
ما يلي قائمة بكتب الحديث.

## الكتب التسعة
1. صحيح البخاري
2. صحيح مسلم
3. سنن أبو داود
4. سنن الترمذي
5. سنن النسائي الكبرى والصغرى
6. سنن ابن ماجه
7. سنن الدارمي
8. موطأ الامام مالك
9. مسند أحمد بن حنبل

## المستخرجات

### المستخرجات على صحيح البخاري
1. مستخرج الجرجاني
2. المستخرج على صحيح البخاري

### المستخرجات على صحيح مسلم
1. مستخرج أبي عوانة

## المسانيد
1. مسند الطيالسي
2. مسند أبو عوانة
3. مسند أبي يعلى
4. مسند إسحاق بن راهويه
5. مسند البزار
6. مسند الحميدي
7. مسند السراج
8. مسند الفردوس

## المصنفات
1. مصنف ابن أبي شيبة
2. مصنف عبد الرزاق
3. مصنف ابن جريج

## السنن
1. سنن البيهقي
2. سنن الدارقطني
3. سنن الدارمي
4. سنن سعيد بن منصور
5. سنن أبي بكر الأثرم
6. سنن أبي بكر الخلال

## أخرى
1. صحيح ابن السكن
2. المنتقى

1. جامع السنن والمسانيد
2. تعجيل المنفعة بزوائد رجال الأربعة
3. صحيح ابن خزيمة
4. صحيح ابن حبان
5. كتاب الآثار للشيباني
6. كتاب الآثار لأبي يوسف
7. تهذيب الآثار للطبري
8. المستدرك على الصحيحين للحاكم النيسابوري (لخصه الذهبي)
9. المعجم الكبير
10. المعجم الأوسط
11. المعجم الصغير
12. الأدب المفرد
13. شعب الإيمان لـ البيهقي
14. الشمائل المحمدية للترمذي
15. الجامع الكامل في الحديث الصحيح الشامل
16. الترغيب والترهيب
17. مشكاة المصابيح
18. مصابيح السنة
19. رياض الصالحين
20. صحيفة همام بن منبه
21. الجامع الكامل في الحديث الصحيح الشامل